# Volrath Tham (rådman)
Volrath Tham, född 14 augusti 1629 i Landsberg, Sachsen, död 23 oktober 1700 i Göteborg, Sverige, var en svensk-tysk rådman och köpman.
Tham lämnade sin hemstad på 1640-talet och tog då anställning i Lübeck. År 1658 slog han sig ned i Göteborg, vilket var starten för ätten Thams svenska historia. Som köpman byggde han upp en affärsverksamhet kring stångjärnsexport.
År 1675 valdes han till föreståndare för Tyska kyrkan i Göteborg. År 1682 var han riksdagsman.
Tham gifte sig med Gertrud Helgers. I äktenskapet föddes flera barn, bland andra Sebastian Tham som adlades år 1716.